# Lophoura gracilis
Lophoura gracilis är en kräftdjursart som först beskrevs av C. B. Wilson 1919.  Lophoura gracilis ingår i släktet Lophoura och familjen Sphyriidae. Inga underarter finns listade i Catalogue of Life.